# Maurice de Canonge
Pour les articles homonymes, voir Canonge.
Maurice Camille Louis de Canonge est un réalisateur, acteur et scénariste français né le 18 mars 1894 à Toulon et mort le 29 décembre 1978 à Ballancourt-sur-Essonne.

## Biographie
Voulant devenir comédien, Maurice de Canonge monte à Paris et se présente au concours du Conservatoire où il est refusé. Il commence alors sa carrière au Théâtre de l'Odéon, dirigé par Antoine où, en 1910, après que Georges Flateau a eu un grave accident automobile, il le remplace sur scène dans Roméo et Juliette.
En 1922, engagé par la Paramount, il fait partie des premiers acteurs français à être appelé et à travailler à Hollywood.
Il rentre en France en 1928 et devient directeur général de la Gaumont, avant se lancer dans la réalisation.

## Décoration
- Officier de l'ordre de l'Économie nationale (1954)[3]

## Filmographie

### Comme réalisateur
- 1931 : Olive se marie
- 1931 : Olive passager clandestin avec Lilian Baron et Raymond Lucy
- 1935 : Le Secret de l'émeraude
- 1936 : Inspecteur Grey
- 1936 : À minuit, le 7
- 1936 : L'Empreinte rouge
- 1937 : Boulot aviateur
- 1937 : Un soir à Marseille
- 1938 : Le Capitaine Benoît
- 1938 : Gosse de riche
- 1938 : Grisou avec Madeleine Robinson et Odette Joyeux
- 1938 : Thérèse Martin
- 1940 : Les Trois Tambours ou Les 3 Tambours
- 1945 : Dernier Métro
- 1946 : Mission spéciale
- 1947 : Un flic
- 1948 : Erreur judiciaire
- 1949 : La Bataille du feu (Les Joyeux Conscrits)
- 1949 : Dernière Heure, édition spéciale
- 1950 : L'Homme de la Jamaïque
- 1951 : Les Deux Gamines
- 1951 : Au pays du soleil
- 1952 : L'Amour toujours l'amour
- 1954 : Boum sur Paris
- 1955 : Interdit de séjour
- 1956 : Trois de la Canebière
- 1957 : Trois de la marine
- 1957 : Police judiciaire
- 1958 : Arènes joyeuses

### Comme acteur
- 1914 : Sans famille de Georges Monca
- 1917 : Du rire aux larmes
- 1918 : La Femme de Rigadin
- 1918 : Rigadin aimé de sa dactylo
- 1918 : La Vengeance de Rigadin
- 1918 : N° 30 série 10
- 1919 : Rigadin et le Code de l'honneur : Arsène Loupard
- 1919 : Rigadin dans les Alpes
- 1921 : Les Parias de l'amour de Paul Garbagni
- 1922 : Rapax
- 1924 : Mon homme (Shadows of Paris) de Herbert Brenon
- 1924 : Le Vainqueur (The Alaskan) de Herbert Brenon : Tautuk
- 1925 : The Little French Girl de Herbert Brenon
- 1926 : La Femme nue de Léonce Perret : Rouchard
- 1929 : Le Secret de Délia (L'Évadée)
- 1930 : Quand nous étions deux : Rouchard
- 1931 : Olive se marie
- 1931 : Amours viennoises : Muller
- 1931 : Les Quatre Vagabonds : Novac
- 1934 : Adémaï au Moyen Âge : Un officier anglais
- 1935 : Le Coup de trois : Le marchand de poissons
- 1936 : L'Appel du silence
- 1936 : Le Grand Refrain d'Yves Mirande
- 1949 : Les Joyeux conscrits (La Bataille du feu)
- 1949 : Dernière Heure, édition spéciale
- 1967 : Les Aventures extraordinaires de Cervantes (Cervantes)
- 1968 : Le Rouble à deux faces : Director of Hotel
- 1971 : Police Magnum (Kill!)

### Comme scénariste
- 1933 : Clochard de Robert Péguy
- 1936 : Inspecteur Grey
- 1936 : L'Empreinte rouge
- 1951 : Les Deux Gamines
- 1952 : Au pays du soleil
- 1954 : Boum sur Paris
- 1956 : Trois de la Canebière